# Chiridiella kuniae
Chiridiella kuniae är en kräftdjursart som beskrevs av Deevey 1974. Chiridiella kuniae ingår i släktet Chiridiella och familjen Aetideidae. Inga underarter finns listade i Catalogue of Life.